# Филп, Крис
Крис Филп (англ. Chris Philp), официально Кристофер Иан Брайан Майнотт Филп (англ. Christopher Ian Brian Mynott Philp; род. 6 июля 1976, Лондон) — британский политик-консерватор, главный секретарь Казначейства (2022).

## Биография
Родился в Лондоне, там же провёл детство. Окончил Оксфордский университет, где изучал физику. Начал профессиональную карьеру в McKinsey & Company, в 24 года учредил собственную дистрибутивную компанию, которая оказалась успешной, затем открыл ещё два собственных предпринимательских проекта, связанных с подбором кадров в сфере логистики и с недвижимостью.
В 2006—2010 годах состоял депутатом совета лондонского боро Кэмден.
В 2015 году избран в Палату общин от округа Южный Кройдон.
В 2019—2020 годах — младший министр по делам Лондона.
С 2019 по 2021 год занимал должность парламентского помощника министра внутренних дел и министра юстиции по вопросам нелегальной иммиграции.
16 сентября 2021 года назначен парламентским помощником министра цифровой экономики, культуры, средств массовой информации и спорта по вопросам технологий и цифровой экономики.
7 июля 2022 года в ходе правительственного кризиса ушёл в отставку.
6 сентября 2022 года при формировании правительства Лиз Трасс был назначен главным секретарём Казначейства с правом участия в заседаниях Кабинета.
14 октября 2022 года Трасс произвела перекрёстные перестановки в правительстве, переместив Филпа на должности Эдварда Аргара, а того — на место Филпа.
25 октября 2022 года по завершении нового правительственного кризиса был сформирован кабинет Риши Сунака, в котором Филп не получил министерского назначения.
26 октября 2022 года назначен в Хоум-офис на должность младшего министра без права участия в заседаниях Кабинета.
8 июля 2024 года после поражения консерваторов на парламентских выборах включён в состав временного теневого правительства Риши Сунака в должности теневого лидера Палаты общин.
2 ноября 2024 года Кеми Баденок победила на выборах нового лидера Консервативной партии и 5 ноября сформировала теневой кабинет, в котором Филп был назначен теневым министром внутренних дел.